# Olimpiai Stadion (München)
A Müncheni Olimpiai Stadiont az 1972-es nyári olimpiai játékokra építették, a bajor főváros keleti részén elterülő Olimpiai Park központjában. A stadionban az olimpia alatt az atlétika versenyszámai, illetve a labdarúgás mérkőzései zajlottak. A 80 000 nézőt fogadni képes stadion ezután 30 évig a Bayern München és az 1860 München közös otthona volt. Ma is a világ egyik legjobb stadionja, színvonalát az UEFA öt csillaggal ismerte el. Számos kupadöntőnek, nemzetközi mérkőzésnek és kulturális eseménynek adott már otthont.

## Története
Miután 1966-ban München elnyerte a nyári olimpiai játékok rendezésének jogát a város helyet keresett egy stadion számára, amely méltó reprezentatív otthona lehet a játékok ünnepségei és az atlétika számára. A választás a 3 km²-es Oberwisenfeld nevű kertes, ligetes területre esett, amely München keleti külvárosában fekszik. A játékok mottójához (Olimpia a Zöldben) hasonlóan a stadiont építészei is nyitottságot és demokráciát sugalló építményt szerettek volna létrehozni. Frei Otto úgy gondolta, hogy a létesítménynek a tájba kell illeszkednie, ezért egy hagyományos stadionépítési technikát alkalmazott. A földbe mélyedést ástak, a kitermelt anyagból pedig arénát képeztek a mélyebben fekvő terület körül. A stadion déli lelátóját napfénytetővel védték a napsugarak ellen, a pálya talajába pedig Németországban elsőként fűtőcsöveket építettek be, hogy zord időjárás esetén is játszani lehessen.
Az olimpia záróünnepsége után a stadiont a város focicsapatainak mérkőzéseire, néha a nemzeti válogatott fellépéseire, továbbá könnyűatlétikai versenyek lebonyolítására használták. Számos popkoncert is itt zajlott. 1973. augusztus 15-én az 1860 München és az FC Augsburg összecsapását 90 000 szurkoló látta, a mai napig ez a nézőcsúcs. A 70-esévek végén biztonsági okokból a férőhelyek számát 77 000 főre csökkentették, majd az 1988-as Európa-bajnokságra biztonsági okokból további 5000 hellyel építették le a kapacitást.
Az 1989-ben a Hillsborough-tragédia következtében az UEFA új biztonsági szabályokat hozott, így már csak 69 000 férőhely maradt. A Bayern München csapatának szervezői ténylegesen csak 63 000-es kapacitással számoltak. A pályához legközelebb eső székekből nem lehetett rendesen látni a pályát, így oda nem adtak el jegyeket. 1993-ban a Német Labdarúgó-szövetség pályázni kívánt a 2006-os labdarúgó-világbajnokság rendezési jogára, ekkor vetődött fel a stadion modernizációja. A FIFA időközben új követelményeket állított a világbajnoki stadionokkal szemben, amelynek az Olimpiai Stadion már nem felelt meg. A Bayern München javasolta, hogy a stadiont csak labdarúgásra használható fociarénává alakítsák. Az átalakítást azonban megvétózta az egykori építész, így arra nem kerülhetett sor. A Bayern és az 1860 München végül egy új stadiont épített a városon kívül, így 2005-ben mindkét csapat elköltözött az Olimpiai Stadionból. Az utolsó mérkőzésen 2005. április 3-án az 1860 München gól nélküli döntetlent ért el az 1. FC Köln ellen. Azóta nem játszanak labdarúgó mérkőzéseket, helyette a könnyűatlétika a fő műsorszám.

### A stadionban játszott jelentős labdarúgó mérkőzések
| Dátum                | Esemény   | Forduló         | Csapat 1      |     | Csapat 2      | Eredmény |
| -------------------- | --------- | --------------- | ------------- | --- | ------------- | -------- |
| 1972. szeptember 10. | Olimpia   | Döntő           | Lengyelország | Vs. | Magyarország  | 2 – 1    |
| 1974. június 15.     | VB        | 1. Csoportkör   | Olaszország   | Vs. | Haiti         | 3 – 1    |
| 1974. június 19.     | VB        | 1. Csoportkör   | Lengyelország | Vs. | Haiti         | 7 – 0    |
| 1974. június 23.     | VB        | 1. Csoportkör   | Argentína     | Vs. | Haiti         | 4 – 1    |
| 1974. július 3.      | VB        | 2. Csoportkör   | Brazília      | Vs. | NDK           | 1 – 1    |
| 1974. július 6.      | VB        | Bronzdöntő      | Lengyelország | Vs. | Brazília      | 1 – 0    |
| 1974. július 7.      | VB        | Döntő           | NSZK          | Vs. | Hollandia     | 2 – 1    |
| 1979. május 30.      | BEK       | Döntő           | Nottingham    | Vs. | Malmö FF      | 1 – 0    |
| 1988. június 17.     | EURO '88  | Csoportkör      | NSZK          | Vs. | Spanyolország | 2 – 0    |
| 1988. június 25.     | EURO '88  | Döntő           | Hollandia     | Vs. | Szovjetunió   | 2 – 0    |
| 1993. május 26.      | BL        | Döntő           | Marseille     | Vs. | AC Milan      | 1 – 0    |
| 1996. május 1.       | UEFA-kupa | Döntő, 1. mérk. | Bayern        | Vs. | Bordeaux      | 2 – 0    |
| 1997. május 28.      | BL        | Döntő           | B. Dortmund   | Vs. | Juventus      | 3 – 1    |

### Egyéb rendezvények
- 1973 – Jehova tanúinak németországi találkozója
- 1978 – Jehova tanúinak németországi találkozója
- 1982 – Német könnyűatlétikai bajnokság
- 1987 – Halláskárosultak Könnyűatlétikai Európa-bajnoksága
- 1982 – Német könnyűatlétikai bajnokság
- 1984 – Német katolikusok találkozója
- 1987 – II. János Pál pápa miséje
- 1989 – Salakmotor világbajnokság
- 1999 – IAAF Atlétikai Nagydíj döntő
- 2002 – Könnyűatlétikai Európa-bajnokság
- 2006 – Jehova tanúinak világtalálkozója
- 2007 – Könnyűatlétikai Európa-kupa
- Michael Jackson koncertje 1988-ban a Bad World Tour keretein belül, 1992-ben itt indította a Dangerous World Tour-t, 1997-ben pedig két telt házas koncertet adott a HIStory World Tour keretein belül a stadionban.